# Berentzen

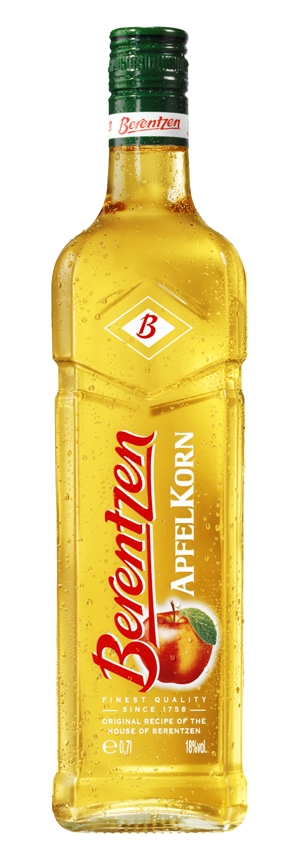
Berentzen Apfelkorn.

Berentzen, Berentzen-Gruppe AG, är ett familjeföretag med huvudkontor i Haselünne. Berentzen är en av Tysklands ledande dryckestillverkare. Företaget har 700 medarbetare på sex produktionsorter i Tyskland och Tjeckien. 
Företaget grundades 1758 av Johann Bernhard Tobias Berentzen i Haselünne. Man började med alkoholfria drycker 1958 via Emsland-Getränke GmbH och 1960 fick man koncessionen för Pepsi i Tyskland. Idag är man den största tyska licenstillverkaren av Pepsi. Man har under 1990-talet växt genom börsintroduktion och uppköp av Strothmann (1996) och Dethleffsen (1999).